# 세계 레슬링 연합
세계 레슬링 연합(United World Wrestling, UWW)은 레슬링 종목을 총괄하는 국제 스포츠 행정 기구이다.

## 회원국
| 국가                   | 협회                                               | 코드 | 대륙       | 설립   | 가맹   | 비고 |
| ---------------------- | -------------------------------------------------- | ---- | ---------- | ------ | ------ | ---- |
| 가나                   | 가나 레슬링 연맹                                   | GHA  | 아프리카   |        | 2012년 |      |
| 가봉                   | 가봉 레슬링 연맹                                   | GAB  | 아프리카   |        | 2006년 |      |
| 가이아나               | 가이아나 레슬링 협회                               | GUY  | 아메리카   |        | 2019년 |      |
| 감비아                 | 감비아 레슬링 협회                                 | GAM  | 아프리카   |        | 1976년 |      |
| 과테말라               | 과테말라 국가 레슬링 연맹                          | GUA  | 아메리카   |        |        |      |
| 괌                     | 괌 아마추어 레슬링 연맹                            | GUM  | 오세아니아 |        | 1986년 |      |
| 그리스                 | 그리스 레슬링 연맹                                 | GRE  | 유럽       |        | 1950년 |      |
| 기니                   | 기니 레슬링 계열 연맹                              | GUI  | 아프리카   |        | 1974년 |      |
| 기니비사우             | 기니비사우 레슬링 연맹                             | GBS  | 아프리카   |        | 1992년 |      |
| 나미비아               | 나미비아 레슬링 연맹                               | NAM  | 아프리카   |        | 1990년 |      |
| 나우루                 | 나우루 레슬링 협회                                 | NRU  | 오세아니아 |        | 1992년 |      |
| 나이지리아             | 나이지리아 레슬링 연맹                             | NGR  | 아프리카   |        |        |      |
| 남아프리카 공화국      | 남아프리카 레슬링 연맹                             | RSA  | 아프리카   |        | 1992년 |      |
| 네덜란드               | 네덜란드 올림픽 레슬링 연맹                        | NED  | 유럽       |        | 1923년 |      |
| 네팔                   | 네팔 레슬링 협회                                   | NEP  | 아시아     |        | 1988년 |      |
| 노르웨이               | 노르웨이 레슬링 연맹                               | NOR  | 유럽       |        | 1913년 |      |
| 뉴질랜드               | 뉴질랜드 올림픽 레슬링 계열 종목 연맹              | NZL  | 오세아니아 |        | 1936년 |      |
| 니우에                 | 니우에 레슬링 협회                                 |      | 오세아니아 |        | 2011년 |      |
| 니제르                 | 니제르 레슬링 연맹                                 | NIG  | 아프리카   |        | 1982년 |      |
| 니카라과               | 니카라과 아마추어 레슬링 연맹                      | NCA  | 아메리카   |        | 1986년 |      |
| 대한민국               | 대한레슬링협회                                     | KOR  | 아시아     | 1946년 | 1948년 |      |
| 덴마크                 | 덴마크 레슬링 연맹                                 | DEN  | 유럽       |        | 1913년 |      |
| 도미니카 공화국        | 도미니카 올림픽 레슬링 연맹                        | DOM  | 아메리카   |        |        |      |
| 독일                   | 독일 레슬링 연맹                                   | GER  | 유럽       |        | 1921년 |      |
| 라오스                 | 라오 레슬링 연맹                                   | LAO  | 아시아     |        |        |      |
| 라이베리아             | 라이베리아 레슬링 협회                             | LBR  | 아프리카   |        | 2004년 |      |
| 라트비아               | 라트비아 레슬링 체육 연맹                          | LAT  | 유럽       |        | 1992년 |      |
| 러시아                 | 러시아 레슬링 연맹                                 | RUS  | 유럽       |        | 1993년 |      |
| 러시아                 | 러시아 팡크라티온 연맹                             | RUS  | 유럽       |        |        |      |
| 레바논                 | 레바논 레슬링 연맹                                 | LBN  | 아시아     |        |        |      |
| 루마니아               | 루마니아 레슬링 연맹                               | ROU  | 유럽       |        |        |      |
| 루마니아               | 루마니아 겐포 연맹                                 | ROU  | 유럽       |        |        |      |
| 룩셈부르크             | 룩셈부르크 레슬링 연맹                             | LUX  | 유럽       |        | 1922년 |      |
| 르완다                 | 르완다 레슬링 역도 연맹                            | RWA  | 아프리카   |        | 2008년 |      |
| 리비아                 | 리비아 올림픽 레슬링 유사 종목 연맹                | LBA  | 아프리카   |        | 2012년 |      |
| 리투아니아             | 리투아니아 레슬링 연맹                             | LTU  | 유럽       |        | 192년  |      |
| 리투아니아             | 리투아니아 전통 레슬링 연맹                        | LTU  | 유럽       |        |        |      |
| 마다가스카르           | 마다가스카르 레슬링 연맹                           | MAD  | 아프리카   |        | 1980년 |      |
| 마셜 제도              | 마셜 제도 레슬링 연맹                              | MHL  | 오세아니아 |        | 2004년 |      |
| 마카오                 | 중국 마카오 레슬링 협회                            | MAC  | 아시아     |        | 2018년 |      |
| 말라위                 | 말라위 레슬링 연맹                                 | MAW  | 아프리카   |        | 2012년 |      |
| 말레이시아             | 말레이시아 아마추어 레슬링 연맹                    | MAS  | 아시아     |        | 1996년 |      |
| 말리                   | 말리 레슬링 계열 연맹                              | MLI  | 아프리카   |        | 1976년 |      |
| 멕시코                 | 멕시코 레슬링 계열 연맹                            | MEX  | 아메리카   |        |        |      |
| 모나코                 | 모나코 레슬링 연맹                                 | MON  | 유럽       |        | 2008년 |      |
| 모로코                 | 모로코 왕립 레슬링 계열 연맹                       | MAR  | 아프리카   |        | 1958년 |      |
| 모리셔스               | 모리셔스 국가 레슬링 연합 경기 연맹                | MRI  | 아프리카   |        | 1982년 |      |
| 모리타니               | 모리타니 레슬링 연맹                               | MTN  | 아프리카   |        | 1976년 |      |
| 모잠비크               | 모잠비크 레슬링 연맹                               | MOZ  | 아프리카   |        | 2011년 |      |
| 몬테네그로             | 몬테네그로 레슬링 연맹                             | MNE  | 유럽       |        | 2007년 |      |
| 몰도바                 | 몰도바 레슬링 연맹                                 | MDA  | 유럽       |        | 1992년 |      |
| 몰타                   | 몰타 아마추어 레슬링 연맹                          | MLT  | 유럽       |        |        |      |
| 몽골                   | 몽골 레슬링 연맹                                   | MGL  | 아시아     |        |        |      |
| 몽골                   | 몽골 벨트레슬링 연맹                               | MGL  | 아시아     |        | 2022년 |      |
| 미국                   | 미국 레슬링 연맹                                   | USA  | 아메리카   |        | 1986년 |      |
| 미국                   | 미국 그래플링 협회                                 | USA  | 아메리카   |        |        |      |
| 미국                   | 미국 체육 협회                                     | USA  | 아메리카   |        |        |      |
| 미국령 버진아일랜드    | 버진아일랜드 레슬링 연맹                           | ISV  | 아메리카   |        |        |      |
| 미얀마                 | 미얀마 레슬링 연맹                                 | MYA  | 아시아     |        | 2010년 |      |
| 미크로네시아 연방      | 미크로네시아 연방 레슬링 연맹                      | FSM  | 오세아니아 |        | 1998년 |      |
| 바레인                 | 바레인 레슬링 협회                                 | BRN  | 아시아     |        | 2014년 |      |
| 바베이도스             | 바베이도스 레슬링 협회                             | BAR  | 아메리카   |        | 2008년 |      |
| 바하마                 | 바하마 아마추어 레슬링 연맹                        | BAH  | 아메리카   |        | 2006년 |      |
| 베네수엘라             | 베네수엘라 아마추어 레슬링 연맹                    | VEN  | 아메리카   |        |        |      |
| 베트남                 | 베트남 레슬링 연맹                                 | VIE  | 아시아     |        | 1978년 |      |
| 북마리아나 제도        | 북마리아나 레슬링 연맹                             |      | 오세아니아 |        | 2000년 |      |
| 북마케도니아           | 북마케도니아 공화국 레슬링 연맹                    | MKD  | 유럽       |        | 1994년 |      |
| 방글라데시             | 방글라데시 아마추어 레슬링 연맹                    | BAN  | 아시아     |        | 1978년 |      |
| 베냉                   | 베냉 레슬링 연맹                                   | BEN  | 아프리카   |        | 1992년 |      |
| 벨기에                 | 벨기에 왕립 레슬링 연맹                            | BEL  | 유럽       |        |        |      |
| 벨라루스               | 벨라루스 레슬링 연맹                               | BLR  | 유럽       |        | 1992년 |      |
| 벨라루스               | 벨라루스 팡크라티온 종합격투기 연맹                | BLR  | 유럽       |        |        |      |
| 벨라루스               | 벨라루스 공립 전통 레슬링 스포츠 협회              | BLR  | 유럽       |        |        |      |
| 보스니아 헤르체고비나  | 보스니아 헤르체고비나 레슬링 연맹                  | BIH  | 유럽       |        | 1992년 |      |
| 보츠와나               | 보츠와나 레슬링 연맹                               | BOT  | 아프리카   |        | 2012년 |      |
| 볼리비아               | 볼리비아 아마추어 레슬링 연맹                      | BOL  | 아메리카   |        | 1978년 |      |
| 부르키나파소           | 부르키나파소 레슬링 연맹                           | BUR  | 아프리카   |        | 1982년 |      |
| 부룬디                 | 부룬디 레슬링 계열 연맹                            | BDI  | 아프리카   |        | 2012년 |      |
| 불가리아               | 불가리아 레슬링 연맹                               | BUL  | 유럽       |        | 1954년 |      |
| 브라질                 | 브라질 레슬링 연맹                                 | BRA  | 아메리카   |        |        |      |
| 사모아                 | 사모아 레슬링 협회                                 | SAM  | 오세아니아 |        | 1984년 |      |
| 사우디아라비아         | 사우디아라비아 레슬링 연맹                         | KSA  | 아시아     |        | 1982년 |      |
| 산마리노               | 산마리노 유도 레슬링 거합도 계열 종목 연맹         | SMR  | 유럽       |        |        |      |
| 상투메 프린시페        | 상투페 프린시페 레슬링 종목 협회                   | STP  | 아프리카   |        | 2006년 |      |
| 세네갈                 | 세네갈 국가 레슬링 관리 위원회                     | SEN  | 아프리카   |        |        |      |
| 세르비아               | 세르비아 레슬링 연맹                               | SRB  | 유럽       |        |        |      |
| 세이셸                 | 세이셸 레슬링 계열 종목 연맹                       | SEY  | 아프리카   |        | 2008년 |      |
| 세인트빈센트 그레나딘  | 세인트빈센트 그레나딘 레슬링 협회                  | VIN  | 아메리카   |        | 2004년 |      |
| 소말리아               | 소말리아 레슬링 연맹                               | SOM  | 아프리카   |        | 1988년 |      |
| 솔로몬 제도            | 솔로몬 제도 아마추어 레슬링 협회                   | SOL  | 오세아니아 |        | 1998년 |      |
| 수단                   | 수단 레슬링 연맹                                   | SUD  | 아프리카   |        | 1990년 |      |
| 수리남                 | 수리남 레슬링 연맹                                 | SUR  | 아메리카   |        | 1998년 |      |
| 스리랑카               | 스리랑카 레슬링 연맹                               | SRI  | 아시아     |        | 2000년 |      |
| 스웨덴                 | 스웨덴 레슬링 연맹                                 | SWE  | 유럽럽     |        |        |      |
| 스위스                 | 스위스 레슬링 연맹                                 | SUI  | 유럽       |        |        |      |
| 스페인                 | 스페인 올림픽 레슬링 관련 종목 연맹                | ESP  | 유럽       |        | 1932년 |      |
| 슬로바키아             | 슬로바키아 레슬링 연맹                             | SVK  | 유럽       |        | 1994년 |      |
| 슬로베니아             | 슬로바키아 레슬링 연맹                             | SLO  | 유럽       |        | 1992년 |      |
| 시리아                 | 시리아 아랍 레슬링 연맹                            | SYR  | 아시아     |        |        |      |
| 시에라리온             | 시에라리온 레슬링 협회                             | SLE  | 아프리카   |        | 2008년 |      |
| 싱가포르               | 싱가포르 레슬링 연맹                               | SGP  | 아시아     |        |        |      |
| 아랍에미리트           | 아랍에미리트 레슬링 유도 연맹                      | UAE  | 아시아     |        | 2002년 |      |
| 아르메니아             | 아르메니아 레슬링 연맹                             | ARM  | 유럽       |        | 1992년 |      |
| 아르헨티나             | 아르헨티나 레슬링 계열 연맹                        | ARG  | 아메리카   |        |        |      |
| 아메리칸사모아         | 아메리칸사모아 아마추어 레슬링 협회                | ASA  | 오세아니아 |        | 1986년 |      |
| 아이슬란드             | 아이슬란드 레슬링 협회                             | ISL  | 유럽       |        | 1990년 |      |
| 아이티                 | 아이티 레슬링 계열 연맹                            | HAI  | 아메리카   |        | 2004년 |      |
| 아일랜드               | 아일랜드 아마추어 레슬링 협회                      | IRL  | 유럽       |        |        |      |
| 아제르바이잔           | 아제르바이잔 레슬링 연맹                           | AZE  | 유럽       |        | 1992년 |      |
| 아제르바이잔           | 아제르바이잔 팡크라티온 그래플링 종합격투기 연맹   | AZE  | 유럽       |        |        |      |
| 아프가니스탄           | 아프가니스탄 레슬링 연맹                           | AFG  | 아시아     |        |        |      |
| 알바니아               | 알바니아 레슬링 연맹                               | ALB  | 유럽       |        |        |      |
| 알바니아               | 알바니아 팡크라티온 연맹                           | ALB  | 유럽       |        |        |      |
| 알제리                 | 알제리 레슬링 계열 연맹                            | ALG  | 아프리카   |        |        |      |
| 앙골라                 | 앙골라 레슬링 연맹                                 | ANG  | 아프리카   |        | 1992년 |      |
| 에리트레아             | 에리트레아 레슬링 연맹                             | ERI  | 아프리카   |        | 2010년 |      |
| 에스토니아             | 에스토니아 레슬링 연맹                             | EST  | 유럽       |        | 1992년 |      |
| 에콰도르               | 에콰도르 아마추어 레슬링 연맹                      | ECU  | 아메리카   |        |        |      |
| 엘살바도르             | 엘살바도르 아마추어 레슬링 연맹                    | ESA  | 아메리카   |        | 1974년 |      |
| 영국                   | 영국 레슬링 협회                                   | GBR  | 유럽       |        | 1912년 |      |
| 예멘                   | 예멘 레슬링 협회                                   | YEM  | 아시아     |        | 1980년 |      |
| 오스트레일리아         | 오스트레일리아 레슬링 연맹                         | AUS  | 오세아니아 |        | 1951년 |      |
| 오스트레일리아         | 오스트레일리아 팡크라티온 그래플링 종합격투기 연맹 | AUS  | 오세아니아 |        |        |      |
| 오스트리아             | 오스트리아 레슬링 연맹                             | AUT  | 유럽       |        | 1952년 |      |
| 온두라스               | 온두라스 국가 레슬링 연맹                          | HON  | 아메리카   |        | 1974년 |      |
| 요르단                 | 요르단 레슬링 연맹                                 | JOR  | 아시아     |        | 1984년 |      |
| 우간다                 | 우간다 레슬링 연맹                                 | UGA  | 아프리카   |        | 2004년 |      |
| 우루과이               | 우루과이 아마추어 레슬링 연맹                      | URU  | 아메리카   |        | 1984년 |      |
| 우즈베키스탄           | 우즈베키스탄 레슬링 협회                           | UZB  | 아시아     |        | 1992년 |      |
| 우즈베키스탄           | 우즈베키스탄 종합격투기 팡크라티온 그래플링 협회   | UZB  | 아시아     |        |        |      |
| 우즈베키스탄           | 우즈베키스탄 쿠라시 연맹                           | UZB  | 아시아     |        |        |      |
| 우크라이나             | 우크라이나 레슬링 협회                             | UKR  | 유럽       |        | 1992년 |      |
| 우크라이나             | 전우크라이나 비치레슬링 연맹                       | UKR  | 유럽       |        |        |      |
| 우크라이나             | 전우크라이나 그래플링 연맹                         | UKR  | 유럽       |        |        |      |
| 우크라이나             | 우크라이나 팡크라티온 연맹                         | UKR  | 유럽       |        |        |      |
| 우크라이나             | 전우크라이나 전통 종목 연맹                        | UKR  | 유럽       |        |        |      |
| 이라크                 | 이라크 레슬링 연맹                                 | IRQ  | 아시아     |        |        |      |
| 이란                   | 이란 이슬람 공화국 레슬링 연맹                     | IRI  | 아시아     |        | 1947년 |      |
| 이란                   | 이란 이슬람 공화국 그래플링 위원회                 | IRI  | 아시아     |        |        |      |
| 이란                   | 이란 이슬람 공화국 팡크라티온 위원회               | IRI  | 아시아     |        |        |      |
| 이스라엘               | 이스라엘 레슬링 연맹                               | ISR  | 유럽       |        | 1955년 |      |
| 이스라엘               | 이스라엘 그래플링 협회                             | ISR  | 유럽       |        |        |      |
| 이집트                 | 이집트 레슬링 연맹                                 | EGY  | 아프리카   |        | 1933년 |      |
| 이탈리아               | 이탈리아 유도 레슬링 공수도 무술 연맹              | ITA  | 유럽       |        | 1912년 |      |
| 이탈리아               | 이탈리아 그래플링 종합격투기 연맹                  | ITA  | 유럽       |        |        |      |
| 이탈리아               | 이탈리아 팡크라티온 연맹                           | ITA  | 유럽       |        |        |      |
| 이탈리아               | 이탈리아 쿠라시 전통 레슬링 연맹                   | ITA  | 유럽       |        |        |      |
| 인도                   | 인도 레슬링 연맹                                   | IND  | 아시아     |        | 1961년 |      |
| 인도                   | 인도 그래플링 연맹                                 | IND  | 아시아     |        |        |      |
| 인도                   | 전인도 전통 레슬링 팡크라티온 연맹                 | IND  | 아시아     |        |        |      |
| 인도네시아             | 전인도네시아 아마추어 레슬링 협회                  | INA  | 아시아     |        |        |      |
| 일본                   | 일본 레슬링 협회                                   | JPN  | 아시아     |        | 1949년 |      |
| 자메이카               | 자메이카 레슬링 연맹                               | JAM  | 아메리카   |        | 2010년 |      |
| 조선민주주의인민공화국 | 조선민주주의인민공화국 아마추어 레슬링 연맹        | PRK  | 아시아     |        | 1958년 |      |
| 조지아                 | 조지아 레슬링 연맹                                 | GEO  | 유럽       |        | 1992년 |      |
| 조지아                 | 조지아 국가 팡크라티온 그래플링 종합격투기 연맹    | GEO  | 유럽       |        |        |      |
| 중앙아프리카 공화국    | 중앙아프리카 레슬링 계열 연맹                      | CAF  | 아프리카   |        | 1980년 |      |
| 중화 타이베이          | 중화 타이베이 레슬링 협회                          | TPE  | 아시아     |        | 1984년 |      |
| 중화인민공화국         | 중국 레슬링 연맹                                   | CHN  | 아시아     |        | 1954년 |      |
| 짐바브웨               | 짐바브웨 레슬링 계열 연맹                          | ZIM  | 아프리카   |        | 1996년 |      |
| 차드                   | 차드 레슬링 계열 연맹                              | CHA  | 아프리카   |        | 1992년 |      |
| 체코                   | 체코 레슬링 연맹                                   | CZE  | 유럽       |        | 1994년 |      |
| 칠레                   | 칠레 국가 올림픽 레슬링 체육 연맹                  | CHI  | 아메리카   |        | 1984년 |      |
| 카메룬                 | 카메룬 레슬링 연맹                                 | CMR  | 아프리카   |        |        |      |
| 카자흐스탄             | 카자흐스탄 레슬링 연맹                             | KAZ  | 아시아     |        | 1992년 |      |
| 카자흐스탄             | 카자흐스탄 그래플링 연맹                           | KAZ  | 아시아     |        |        |      |
| 카자흐스탄             | 카자흐스탄 팡크라티온 연맹                         | KAZ  | 아시아     |        |        |      |
| 카자흐스탄             | 카자흐스탄 쿠레시 협회                             | KAZ  | 아시아     |        |        |      |
| 카보베르데             | 카보베르데 레슬링 연맹                             | CPV  | 아프리카   |        | 2021년 |      |
| 카타르                 | 카타르 레슬링 연맹                                 | QAT  | 아시아     |        | 1998년 |      |
| 카타르                 | 카타르 그래플링 연맹                               | QAT  | 아시아     |        |        |      |
| 캄보디아               | 캄보디아 레슬링 연맹                               | CAM  | 아시아     |        |        |      |
| 캐나다                 | 캐나다 레슬링 연맹                                 | CAN  | 아메리카   |        | 1970년 |      |
| 캐나다                 | 캐나다 격투 연합                                   | CAN  | 아메리카   |        |        |      |
| 케냐                   | 케냐 아마추어 레슬링 협회                          | KEN  | 아프리카   |        | 1972년 |      |
| 케이맨 제도            | 케이맨 제도 종합격투기 협회                        | CAY  | 아메리카   |        | 2008년 |      |
| 코모로                 | 코모로 레슬링 연맹                                 | COM  | 아프리카   |        | 2004년 |      |
| 코소보                 | 코소보 레슬링 연맹                                 | KOS  | 유럽       |        | 2016년 |      |
| 코스타리카             | 코스타리카 레슬링 계열 종목 연맹                   | CRC  | 아메리카   |        | 1984년 |      |
| 코트디부아르           | 코트디부아르 레슬링 연맹                           | CIV  | 아프리카   |        | 1960년 |      |
| 코트디부아르           | 코트디부아르 팡크라티온 계열 종목 연맹             | CIV  | 아프리카   |        |        |      |
| 콜롬비아               | 콜롬비아 올림픽 레슬링 연맹                        | COL  | 아메리카   |        | 1970년 |      |
| 콩고 공화국            | 콩고 공화국 레슬링 계열 연맹                       | CGO  | 아프리카   |        | 1982년 |      |
| 콩고 민주 공화국       | 콩고 민주 공화국 레슬링 계열 연맹                  | COD  | 아프리카   |        |        |      |
| 쿠바                   | 쿠바 레슬링 계열 연맹                              | CUB  | 아메리카   |        | 1940년 |      |
| 쿠웨이트               | 쿠웨이트 레슬링 협회                               | KWT  | 아시아     |        | 2021년 |      |
| 크로아티아             | 크로아티아 레슬링 연맹                             | CRO  | 유럽       |        | 1992년 |      |
| 크로아티아             | 크로아티아 그래플링 연맹                           | CRO  | 유럽       |        |        |      |
| 키르기스스탄           | 키르기즈 공화국 레슬링 연맹                        | KGZ  | 아시아     |        | 1992년 |      |
| 키르기스스탄           | 키르기즈 공화국 그래플링 연맹                      | KGZ  | 아시아     |        |        |      |
| 키르기스스탄           | 키르기즈 공화국 팡크라티온 그래플링 연맹           | KGZ  | 아시아     |        |        |      |
| 키르기스스탄           | 키르기즈 공화국 고레시 연맹                        | KGZ  | 아시아     |        |        |      |
| 키르기스스탄           | 키르기즈 공화국 국가 알리시 벨트 레슬링 연맹       | KGZ  | 아시아     |        |        |      |
| 키르기스스탄           | 키르기즈 공화국 쿠레시 연맹                        | KGZ  | 아시아     |        |        |      |
| 키리바시               | 키리바시 레슬링 연맹                               | KIR  | 오세아니아 |        | 2004년 |      |
| 키프로스               | 키프로스 레슬링 연맹                               | CYP  | 유럽       |        | 1972년 |      |
| 타지키스탄             | 타지키스탄 레슬링 연맹                             | TJK  | 아시아     |        | 1992년 |      |
| 타지키스탄             | 타지키스탄 비올림픽 레슬링 종목 위원회             | TJK  | 아시아     |        |        |      |
| 탄자니아               | 탄자니아 레슬링 연맹                               | TAN  | 아프리카   |        | 1986년 |      |
| 태국                   | 태국 레슬링 협회                                   | THA  | 아시아     |        |        |      |
| 토고                   | 토고 레슬링 연맹                                   | TOG  | 아프리카   |        | 1996년 |      |
| 토켈라우               | 토켈라우 레슬링 협회                               |      | 오세아니아 |        | 2014년 |      |
| 통가                   | 통가 레슬링 연맹                                   | TGA  | 오세아니아 |        | 2004년 |      |
| 투르크메니스탄         | 투르크메니스탄 레슬링 연맹                         | TKM  | 아시아     |        | 1992년 |      |
| 투르크메니스탄         | 투르크메니스탄 벨트 유형 레슬링 연맹               | TKM  | 아시아     |        |        |      |
| 투발루                 | 투발루 레슬링 연맹                                 | TUV  | 오세아니아 |        | 2009년 |      |
| 튀니지                 | 튀니지 레슬링 연맹                                 | TUN  | 아프리카   |        |        |      |
| 튀르키예               | 튀르키예 레슬링 연맹                               | TUR  | 유럽       |        |        |      |
| 트리니다드 토바고      | 트리니다드 토바고 레슬링 연맹                      | TTO  | 아메리카   |        | 2012년 |      |
| 파나마                 | 파나마 레슬링 계열 연맹                            | PAN  | 아메리카   |        | 1938년 |      |
| 파라과이               | 파라과이 레슬링 협회                               | PAR  | 아메리카   |        | 1984년 |      |
| 파키스탄               | 파키스탄 레슬링 연맹                               | PAK  | 아시아     |        |        |      |
| 파키스탄               | 파키스탄 그래플링 연맹                             | PAK  | 아시아     |        |        |      |
| 파푸아뉴기니           | 파푸아뉴기니 레슬링 연맹                           | PNG  | 오세아니아 |        | 2016년 |      |
| 팔라우                 | 팔라우 레슬링 연맹                                 | PLW  | 오세아니아 |        | 1996년 |      |
| 팔레스타인             | 팔레스타인 레슬링 연맹                             | PLE  | 아시아     |        | 1980년 |      |
| 페루                   | 페루 아마추어 레슬링 체육 연맹                     | PER  | 아메리카   |        |        |      |
| 포르투갈               | 포르투갈 레슬링 연맹                               | POR  | 유럽       |        | 1925년 |      |
| 폴란드                 | 폴란드 레슬링 연맹                                 | POL  | 유럽       |        | 1926년 |      |
| 폴란드                 | 폴란드 태권도 연맹                                 | POL  | 유럽       |        |        |      |
| 폴란드                 | 폴란드 전통 무술 연맹                              | POL  | 유럽       |        |        |      |
| 푸에르토리코           | 푸에르토리코 레슬링 계열 연맹                      | PUR  | 아메리카   |        |        |      |
| 프랑스                 | 프랑스 레슬링 연맹                                 | FRA  | 유럽       |        | 1913년 |      |
| 프랑스령 폴리네시아    | 폴리네시아 레슬링 계열 종목 연맹                   |      | 오세아니아 |        |        |      |
| 핀란드                 | 핀란드 레슬링 연맹                                 | FIN  | 유럽       |        | 1913년 |      |
| 필리핀                 | 필리핀 레슬링 협회                                 | PHI  | 아시아     |        | 1962년 |      |
| 헝가리                 | 헝가리 레슬링 연맹                                 | HUN  | 유럽       |        | 1921년 |      |
| 헝가리                 | 헝가리 그래플링 연맹                               | HUN  | 유럽       |        |        |      |
| 헝가리                 | 헝가리 종합격투기 연맹                             | HUN  | 유럽       |        |        |      |
| 홍콩                   | 홍콩 레슬링 연맹                                   | HKG  | 아시아     |        | 2008년 |      |

## 참고 문헌
- “National Federations”. 세계 레슬링 연합.
- “Executive Committee”. 세계 레슬링 연합.
- “세계 레슬링 연합”. 국제 경기 연맹 총연합회.

## 같이 보기
- 레슬링